# Кључ (Нови Мароф)
Кључ је насељено место у саставу града Новог Марофа у Вараждинској жупанији, Хрватска. До територијалне реорганизације у Хрватској налазио се у саставу старе општине Нови Мароф.

## Становништво
На попису становништва 2011. године, Кључ је имао 928 становника.

## Попис1991.
На попису становништва 1991. године, насељено место Кључ је имало 1.054 становника, следећег националног састава:
| Попис 1991.‍   | Попис 1991.‍ | Попис 1991.‍ | Попис 1991.‍ | Попис 1991.‍ |
| ------------- | ----------- | ----------- | ----------- | ----------- |
|               |             |             |             |             |
| Хрвати        | Хрвати      |             | 1.034       | 98,10%      |
| Словенци      | Словенци    |             | 4           | 0,37%       |
| Муслимани     | Муслимани   |             | 1           | 0,09%       |
| непознато     | непознато   |             | 15          | 1,42%       |
| укупно: 1.054 |             |             |             |             |